# Contraeconomía
La contraeconomía es un método empresarial y revolucionario que consiste en la acción directa realizada a través del mercado negro o mercado gris. El término fue originalmente introducido por Samuel Konkin, un activista y teórico libertario, quien definió a la contraeconomía como «el estudio o la práctica pacífica de todas las acciones humanas que estén prohibidas por el Estado». El término es la abreviatura de «economía contraestablecida». La contraeconomía es fundamental para la que sería la doctrina del agorismo de Konkin, una variante explícitamente revolucionaria de anarquismo de mercado.
Un contraeconomista es tanto «un estudiante de contraeconomía o, más frecuentemente, un practicante». Para Konkin todos en alguna medida somos contraeconomistas ya que no es posible obedecer todas las leyes gubernamentales y por tanto un contraeconomista no necesariamente es agorista. Por otra parte, «un agorista es alguien que vive contraeconómicamente sin culpa por sus acciones heroicas de día a día, con la vieja moral libertaria de no violar otra persona o su propiedad».

## Etimología
Etimológicamente el «término “contraeconomía” se formó de la misma manera que el término “contracultura”, de modo que, al igual que el término Contracultura no hace referencia a la anticultura, el término contraeconomía no hace referencia a la ciencia antieconómica».

## Origen
La primera presentación de la teoría de la contraeconomía fue realizada por Samuel Konkin en dos conferencias organizadas por J. Neil Schulman, CounterCon I en 1974 y CounterCon II en 1975, ambas celebradas en Cheshire, Massachusetts. Otros oradores que participaron en estas conferencias incluyen a Robert LeFevre, Kenneth Kalcheim, y Dennis Turner.
El primer libro que retrata la contraeconomía como una estrategia para el logro de una sociedad libertaria fue la novela Alongside Night de J. Neil Schulman en 1979.

## Agorismo
El agorismo de Konkin, como expone en el Manifiesto neolibertario, postula que el método correcto para lograr una sociedad anarquista de mercado libre es mediante la promoción y el crecimiento de la economía sumergida o «mercado negro» -la «contraeconomía». Con los monopolios coercitivos de los Estados socavados, el mercado sería capaz de generar los servicios de seguridad necesarios para defender abiertamente a su clientela contra el gobierno coercitivo, el cual es visto como una actividad criminal. La naturaleza organizativa de estos servicios, en última instancia, se determinará por el mercado sobre la base de la eficacia, la eficiencia y gasto.
Según el panfleto de Konkin, Contraeconomía:

La contraeconomía es la suma de toda acción humana no agresiva, que esté prohibida por el Estado. Lo contraeconómico es el estudio y práctica de la contraeconomía. La contraeconomía incluye el mercado libre, el mercado "negro", la "economía subterránea", todos los actos de desobediencia civil y social, todos los actos de asociación prohibida (sexual, racial, interreligiosa), y cualquier otra cosa que el Estado, en cualquier tiempo y lugar, opta por prohibir, controlar, regular, gravar o tarifar. La contraeconomía excluye toda acción aprobada por el Estado (mercado "blanco") y el mercado "rojo" (violencia y robo no aprobados por el Estado).
Samuel Konkin

Según Konkin, la contraeconomía también permite la liberación de los controles estatales, mediante la aplicación de la lógica empresarial racional para decidir qué leyes romper y cuándo. El principio fundamental es afrontar riesgos en búsqueda de beneficios.

## Uso alternativo
El término contraeconomía también se utiliza en un contexto separado, pero argumentablemente compatible al principal, para referirse a abordar la justicia social y la sostenibilidad en un contexto de mercado, aunque en general contra el establecimiento económico-político no sería explícitamente ilegal. En este segundo sentido la contraeconomía sería descrita como «dinero al servicio de la gente, en lugar de lo contrario».
Según quienes usan este término, esta incluye el comercio justo, la transparencia informativa de las empresas hacia sus clientes, asumir los costos y responsabilidad ambiental, trabajadores con una relación directa con la empresa, relacionarse con proveedores con las mismas prácticas o el desarrollo de economías locales en la medida de lo posible.